# Campo 4
Campo 4 é um estúdio de animação brasileiro, a empresa produz animações para o mercado publicitário, utilizando diversos recursos de animações como stop-motion, computação gráfica, pixilation entre outros.

## Trabalhos desenvolvidos
Entre seus principais projetos, podem-se destacar vinhetas feitas para a Rede Globo, como aberturas de quadros para o Programa da Xuxa e anúncios.